# Alberto Figueroa Morales
Alberto Arturo Figueroa Morales (ur. 9 sierpnia 1961 w Guaynabo) – portorykański duchowny katolicki, biskup Arecibo od 2022.

## Życiorys
Święcenia kapłańskie przyjął 2 czerwca 1990 w zakonie kapucynów. Pracował głównie w zakonnych parafiach, był też m.in. mistrzem nowicjatu i wikariuszem prowincjalnym. W 2010 wystąpił z zakonu i dołączył do duchowieństwa archidiecezji San Juan, a w 2016 został jej wikariuszem generalnym.
19 listopada 2019 papież Franciszek mianował go biskupem pomocniczym archidiecezji San Juan oraz biskupem tytularnym Phelbes. Sakry udzielił mu 27 grudnia 2019 arcybiskup Roberto González Nieves.
14 września 2022 został mianowany biskupem diecezji Arecibo, a 17 października 2022 kanonicznie objął urząd.